# 15148 Michaelmaryott
15148 Michaelmaryott eller 2000 EM141 är en asteroid i huvudbältet som upptäcktes den 2 mars 2000 av Catalina Sky Survey projektet. Den är uppkallad efter Michael Maryott.
Asteroiden har en diameter på ungefär 4 kilometer.